# اسپسارد هلند
اسپسارد لیندزی هلند (انگلیسی: Spessard Lindsey Holland؛ ۱۰ ژوئیه ۱۸۹۲–۶ نوامبر ۱۹۷۱) سناتور سابق عضو حزب دموکرات بود. وی در سال ۱۹۴۶ تا ۱۹۷۱ میلادی سناتور ایالت فلوریدا در مجلس سنای ایالات متحده آمریکا بود.